# Emily’s D+Evolution
| Совокупная оценка | Совокупная оценка |
| Источник          | Оценка            |
| ----------------- | ----------------- |
| Metacritic        | 84/100            |
| Оценки критиков   |                   |
| Источник          | Оценка            |
| AllMusic          | [ 2 ]             |
| Pitchfork         | 8.6/10            |
| PopMatters        | [ 4 ]             |
| Rolling Stone     | [ 5 ]             |

«Emily’s D+Evolution» — пятый студийный альбом американской певицы и автора-исполнителя Эсперансы Сполдинг, выпущенный 4 марта 2016 года на лейбле Concord Records. Сопродюсером Эсперансы стал легендарный Тони Висконти, работавший с Дэвидом Боуи.

## История
На альбоме Сполдинг выступает от имени своего альтер эго (Emily, которое есть её третье имя).
Альбом вышел 4 марта 2016 года на лейбле Concord Records.
Emily’s D+Evolution получил положительные отзывы музыкальных критиков и интернет-изданий, например от таких как Pitchfork, AllMusic, PopMatters, Rolling Stone.

## Список композиций
Слова и музыка всех песен — Эсперанса Сполдинг, кроме оговоренных.
| №                   | Название             | Автор(ы)                      | Длительность |
| ------------------- | -------------------- | ----------------------------- | ------------ |
| 1.                  | «Good Lava»          |                               | 3:38         |
| 2.                  | «Unconditional Love» |                               | 3:46         |
| 3.                  | «Judas»              |                               | 4:10         |
| 4.                  | «Earth to Heaven»    |                               | 3:52         |
| 5.                  | «One»                |                               | 3:15         |
| 6.                  | «Rest in Pleasure»   |                               | 4:59         |
| 7.                  | «Ebony and Ivy»      |                               | 4:20         |
| 8.                  | «Noble Nobles»       | Эсперанса Сполдинг Corey King | 3:33         |
| 9.                  | «Farewell Dolly»     |                               | 2:07         |
| 10.                 | «Elevate or Operate» |                               | 4:03         |
| 11.                 | «Funk the Fear»      |                               | 5:07         |
| 12.                 | «I Want It Now»      | Энтони Ньюли Лесли Брикасс    | 2:51         |
| Общая длительность: | Общая длительность:  | Общая длительность:           | 45:44        |

## Участники записи
Источник информации: буклет альбома.
Основной состав
- Эсперанса Сполдинг — автор (1-11), вокал, бас-гитара (1-11), лирика (8), фортепиано (10, 12), бас-синтезатор (12)
- Matthew Stevens — гитара
- Karriem Riggins — ударные (2-5, 7, 8, 10), перкуссия (9)
- Justin Tyson — ударные (1, 6, 11, 12)
- Corey King — бэк-вокал (1, 2, 5-7, 12), синтезатор (6), автор (8), тромбон (8), клавишные (12)
- Emily Elbert — бэк-вокал (1, 6, 12)
- Nadia Washington — бэк-вокал (2, 5, 7)
- Celeste Butler — бэк-вокал (11)
- Fred Martin — бэк-вокал (11)
- Katriz Trinidad — бэк-вокал (11)
- Kimberly L. Cook-Ratliff — бэк-вокал (11)
- Энтони Ньюли — автор (12)
- Лесли Брикасс — автор (12)